# Lapsk vallhund
För andra betydelser, se Lapphund.
Lapsk vallhund är en hundras från Finland. Den är en av tre raser av lapphund, en vallande spets. Den är samernas korthåriga renvallare och blev en egen officiell ras i Finland 1966. Den är en travare och har mer långsträckt kropp än finsk lapphund och svensk lapphund. Det gör den mer anpassad som långvallare för att samla in renhjordarna på vidderna.

## Historia
Avelsarbetet började på 1930-talet genom samarbete mellan Finska Kennelklubben (SKL/FKK) och det finska renägarförbundet. Inriktningen på aveln var från start att ta vara på bruksegenskaperna. Stamboken är fortfarande öppen om man kan visa upp en rastypisk hund.

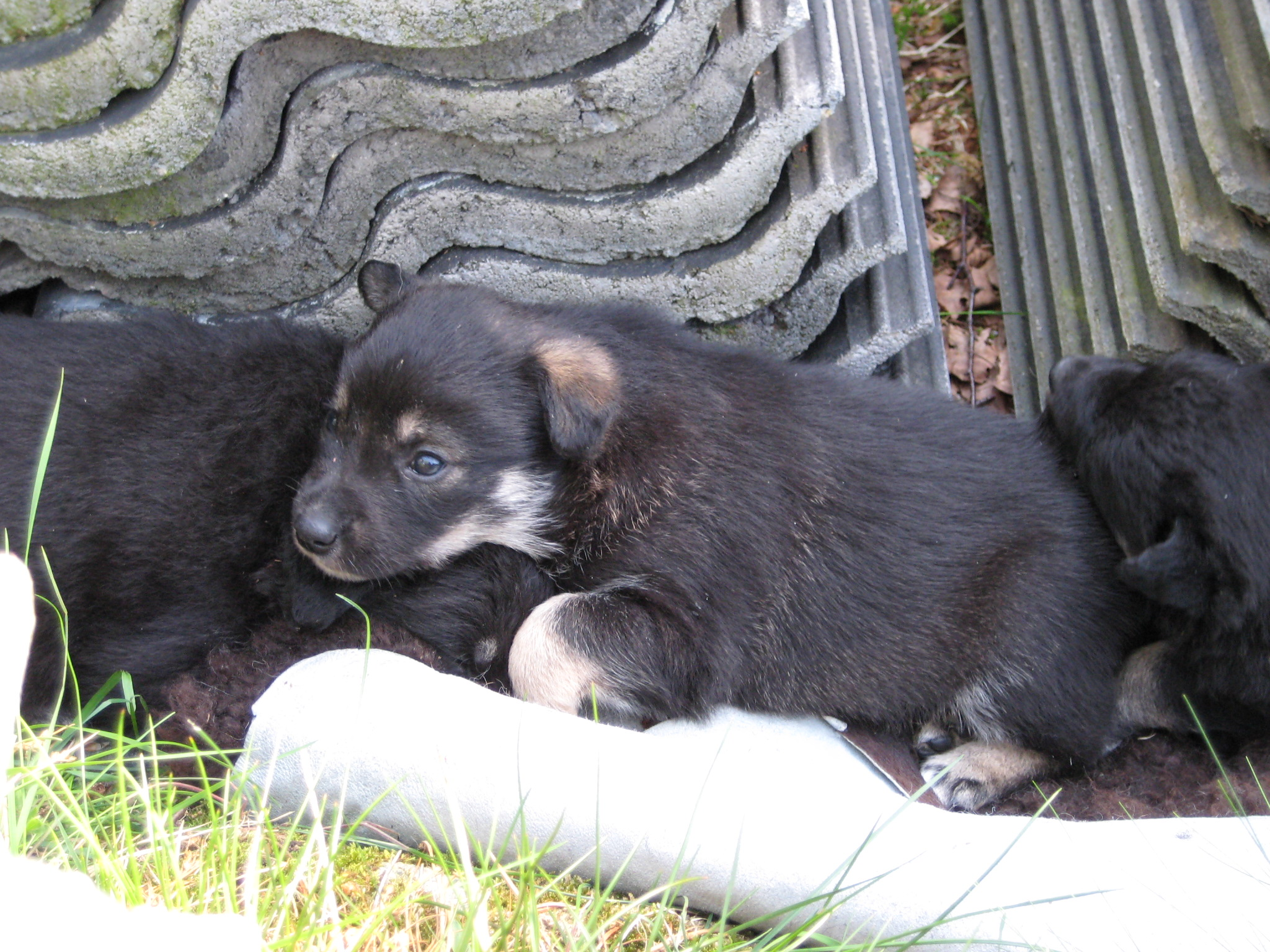
En 6 veckor gammal lapsk vallhund.

## Egenskaper
Den lapska vallhunden är en medelstor spets som är lydig, lugn, vänlig, energisk och arbetsvillig. Den skall vara läraktig och är lugnare än andra vallhundar med tydlig på- och avknapp och förmåga att slappna av när det inte är dags att arbeta. När den arbetar är den uthållig och kan arbeta under svåra förhållanden. Den är en ljudsäker hund som lugnt åker med bland packningen på snöskoter och fyrhjuling och kan arbeta metodiskt under hovrande helikoptrar och om skott avlossas.
Lapska vallhundar antas ha kommit till Fennoskandien med samerna, troligen från området kring Ladoga eller öster därom. Vid den tidpunkten var samerna ett fångstfolk som levde av jakt och fiske. Hunden kan då alltså endast ha varit en jakt- och sällskapshund. När samerna övergick till renskötsel blev hundens huvudsyssla renvallning.
Som vallhund arbetar den som en så kallad "kroppsvallare" och arbetar med djurflocken som helhet. Den skall ha stor fallenhet för att valla under skallgivning. De flesta lapska vallhundar har även bra vaktinstinkt. Numera börjar även den lapska vallhunden bli populär som sällskapshund och för olika hundsporter, till exempel agility. 

## Utseende
Rasen har en kort och tjock dubbelpäls som passar väl för arbetet och för Nordkalottens och fjällkedjans subarktiska klimat. Pälsen är svart i alla nyanser, t o m gråaktig, eller barkbrun. Oftast har den en ljusare, gråaktig eller brunaktig färg på huvudet, kroppens undersida och på benen. Vita fläckar på hals, bröst och ben kan finnas. Underullen är svart, grå eller brunaktig.

## Lapska vallhundar i fiktion
Hunden i Daniel Alfredsons och Kerstin Ekmans film Varg från 2008 är en lapsk vallhund.